# Dailekh
Der Distrikt Dailekh (Nepali लेख जिल्ला) ist einer von 77 Distrikten in Nepal und gehört seit der Verfassung von 2015 zur Provinz Karnali.

## Geschichte
Der Distrikt gehörte bis 2015 zur Verwaltungszone Bheri.

## Einwohner
Bei der Volkszählung 2001 hatte der Distrikt Dailekh 225.201; 2011 waren es 261.770.

## Verwaltungsgliederung
Städte (Munizipalitäten) im Distrikt Dailekh:
- Dullu
- Narayan
- Aathbis
- Chamunda Bindrasaini

Gaunpalikas (Landgemeinden):
- Thantikandh
- Bhairabi
- Mahabu
- Naumule
- Dungeshwar
- Gurans
- Bhagawatimai

Bis zum Jahr 2017 wurde der Distrikt in die folgenden Village Development Committees (VDCs) unterteilt:
- Awal Parajul
- Bada Bhairab
- Bada Khola
- Baluwatar
- Bansi
- Baraha
- Basantamala
- Belaspur
- Belpata
- Bhawani
- Bindhyabasini
- Bisalla
- Chamunda
- Chauratha
- Dada Parajul
- Gamaudi
- Gauri
- Goganpani
- Jaganath
- Jambukandh
- Kal Bhairab
- Kalika
- Kasikandh
- Katti
- Khadkawada
- Kharigera
- Kusapani
- Lakhandra
- Lakuri
- Lalikhanda
- Lyati Bindraseni
- Mairi Kalikathum
- Malika
- Moheltoli
- Nomule
- Odhari
- Pagnath
- Piladi
- Pipalkot
- Rakam Karnali
- Raniban
- Rawalkot
- Rum
- Salleri
- Santalla
- Saraswati
- Seri
- Sigaudi
- Singasain
- Tilepata
- Tolijaisi
- Toli